# 庾龢
庾龢（329年—？），字道季，颍川郡鄢陵县人。

## 事蹟
权臣庾亮之子。少時好学，有文才。王献之问谢安：“嘉宾（郄超）何如道季？”谢安答：“道季诚抄撮清悟，嘉宾故自胜。”晋穆帝升任平中，代孔严擔任丹阳尹。晋废帝太和年間，代王恪擔任中领军。卒於任上。

## 家庭

### 妻
謝僧要，謝尚大女兒，生庾恒

### 子
庾恒，字敬則，官至尚书僕射。

## 延伸阅读
[在维基数据编辑]
 《晉書·卷073》，出自房玄齡《晉書》